# Хавдала
Хавдала (хавдала́, от ивр. הבדלה‎ — «разделение»), также авдала (אבדלה‎, от глагола habdal — «отделить; отличить одно от другого») в талмудическом иудаизме — раввинское обозначение молитвы, сопровождающей переход от субботы к будням, от праздника к непраздничному дню или от субботы к празднику.
Талмудическое правило требует, чтобы конец праздника и переход к обыкновенному времени обязательно сопровождался бы особенным актом, категорически запрещая непосредственно приступать к обычным работам без формального заключения окончившегося праздника. Этой специальной цели и служит хавдала.
При вечернем богослужении конца праздничного дня в молитву «Шемоне-Эсре» вводят особые тексты, предшествующие акту хавдалы. Последнюю начинают обычно во всех подобных случаях произнесением славословия над бокалом вина или, за неимением такового, какого-либо другого напитка, исключая обыкновенную воду.
При хавдале, заключающей субботу, к этому присоединяют краткие славословия над благовонными ароматами (ваниль, мускатный орех, корица, гвоздика) и специально для того спаренной зажжённой свечой. Затем следует более пространное благословение, отмечающее разницу между святостью и обыденностью, и заключающее в себе благодарность Богу, как Творцу субботы. Во время произнесения славословия над свечой принято сжимать и разжимать руки и глядеть на ногти пальцев (обычай каббалистов). Вообще свет, который был сотворён Богом в самом начале недели (в воскресный день), считают особенно достойным благословения при наступлении каждой новой недели.